# Leucophenga caliginosa
Leucophenga caliginosa är en tvåvingeart som beskrevs av Bachli 1971. Leucophenga caliginosa ingår i släktet Leucophenga och familjen daggflugor. Inga underarter finns listade i Catalogue of Life.